# Associazione Calcio Femminile Orobica 2002-2003
Questa voce raccoglie le informazioni riguardanti la Associazione Calcio Femminile Orobica nelle competizioni ufficiali della stagione 2002-2003.

## Rosa
| N. |                   | Ruolo | Calciatrice       |
| -- | ----------------- | ----- | ----------------- |
|    | Italia (bandiera) | A     | Roberta Ardemagni |
|    | Italia (bandiera) | D     | Chiara Busi       |
|    | Italia (bandiera) | P     | Clara Carminati   |
|    | Italia (bandiera) | P     | Francesca Cavagna |
|    | Italia (bandiera) | C     | Pamela Franchina  |
|    | Italia (bandiera) | C     | Roberta Gamba     |
|    | Italia (bandiera) | ?     | Michela Ghirardi  |
|    | Italia (bandiera) | ?     | Giulia Lamberti   |
|    | Italia (bandiera) | A     | Leana Marini      |
|    | Italia (bandiera) | D     | Paola Natali      |

| N. |                   | Ruolo | Calciatrice      |
| -- | ----------------- | ----- | ---------------- |
|    | Italia (bandiera) | D     | Chiara Nespoli   |
|    | Italia (bandiera) | D     | Sara Papadato    |
|    | Italia (bandiera) | A     | Penelope Riboldi |
|    | Italia (bandiera) | ?     | Adriana Rota     |
|    | Italia (bandiera) | C     | Alessandra Rota  |
|    | Italia (bandiera) | D     | Marianna Rota    |
|    | Italia (bandiera) | ?     | Nadia Rota       |
|    | Italia (bandiera) | D     | Elisa Zizioli    |
|    | Italia (bandiera) | D     | Debora Zonca     |

## Statistiche

### Statistiche di squadra
| Competizione | Punti | In casa | In casa | In casa | In casa | In casa | In casa | In trasferta | In trasferta | In trasferta | In trasferta | In trasferta | In trasferta | Totale | Totale | Totale | Totale | Totale | Totale | DR  |
| Competizione | Punti | G       | V       | N       | P       | Gf      | Gs      | G            | V            | N            | P            | Gf           | Gs           | G      | V      | N      | P      | Gf     | Gs     | DR  |
| ------------ | ----- | ------- | ------- | ------- | ------- | ------- | ------- | ------------ | ------------ | ------------ | ------------ | ------------ | ------------ | ------ | ------ | ------ | ------ | ------ | ------ | --- |
| Serie B      | 53    | 11      | .       | .       | .       | .       | .       | 11           | .            | .            | .            | .            | .            | 22     | 16     | 5      | 1      | 67     | 14     | +53 |
| Coppa Italia | .     | .       | .       | .       | .       | .       | .       | .            | .            | .            | .            | .            | .            | .      | .      | .      | .      | .      | .      | -   |
| Totale       | -     | 11      | .       | .       | .       | .       | .       | 11           | .            | .            | .            | .            | .            | 22     | 16     | 5      | 1      | 67     | 14     | +53 |

### Statistiche delle giocatori
| Giocatore    | Serie A  | Serie A | Serie A     | Serie A    | Coppa Italia | Coppa Italia | Coppa Italia | Coppa Italia | Totale   | Totale | Totale      | Totale     |
| Giocatore    | Presenze | Reti    | Ammonizioni | Espulsioni | Presenze     | Reti         | Ammonizioni  | Espulsioni   | Presenze | Reti   | Ammonizioni | Espulsioni |
| ------------ | -------- | ------- | ----------- | ---------- | ------------ | ------------ | ------------ | ------------ | -------- | ------ | ----------- | ---------- |
| R. Ardemagni | .        | .       | .           | .          | .            | .            | .            | .            | 0        | 0      | 0           | 0          |
| C. Busi      | .        | .       | .           | .          | .            | .            | .            | .            | 0        | 0      | 0           | 0          |
| C. Carminati | .        | .       | .           | .          | .            | .            | .            | .            | 0        | 0      | 0           | 0          |
| F. Cavagna   | .        | .       | .           | .          | .            | .            | .            | .            | 0        | 0      | 0           | 0          |
| P. Franchina | .        | .       | .           | .          | .            | .            | .            | .            | 0        | 0      | 0           | 0          |
| R. Gamba     | .        | .       | .           | .          | .            | .            | .            | .            | 0        | 0      | 0           | 0          |
| M. Ghirardi  | .        | .       | .           | .          | .            | .            | .            | .            | 0        | 0      | 0           | 0          |
| G. Lamberti  | .        | .       | .           | .          | .            | .            | .            | .            | 0        | 0      | 0           | 0          |
| L. Marini    | .        | .       | .           | .          | .            | .            | .            | .            | 0        | 0      | 0           | 0          |
| P. Natali    | .        | .       | .           | .          | .            | .            | .            | .            | 0        | 0      | 0           | 0          |
| C. Nespoli   | .        | .       | .           | .          | .            | .            | .            | .            | 0        | 0      | 0           | 0          |
| S. Papadato  | .        | .       | .           | .          | .            | .            | .            | .            | 0        | 0      | 0           | 0          |
| P. Riboldi   | 21       | 18      | .           | .          | 0            | 0            | .            | .            | 21       | 18     | 0           | 0          |
| Ad. Rota     | .        | .       | .           | .          | .            | .            | .            | .            | 0        | 0      | 0           | 0          |
| Al. Rota     | .        | .       | .           | .          | .            | .            | .            | .            | 0        | 0      | 0           | 0          |
| M. Rota      | .        | .       | .           | .          | .            | .            | .            | .            | 0        | 0      | 0           | 0          |
| N. Rota      | .        | .       | .           | .          | .            | .            | .            | .            | 0        | 0      | 0           | 0          |
| E. Zizioli   | .        | .       | .           | .          | .            | .            | .            | .            | 0        | 0      | 0           | 0          |
| D. Zonca     | .        | .       | .           | .          | .            | .            | .            | .            | 0        | 0      | 0           | 0          |